# Жоана Невес
 Жоана Марија Жасиара да Силва Невес Еузебио (14. фебруар 1987 — 18. март 2024) била је бразилска параолимпијска пливачица. Наступала је на Параолимпијским играма 2012, 2016. и 2020. године и освојила две сребрне и три бронзане медаље. Године 2015. постала је прва Бразилка која је освојила појединачну златну медаљу на Светском првенству у пара пливању, што је и остварила у дисциплини 50 м слободно.